# AKR7A3
AKR7A3 (англ. Aldo-keto reductase family 7 member A3) – білок, який кодується однойменним геном, розташованим у людей на 1-й хромосомі. Довжина поліпептидного ланцюга білка становить 331 амінокислот, а молекулярна маса — 37 206.
| 10         |  | 20         |  | 30         |  | 40         |  | 50         |
| ---------- |  | ---------- |  | ---------- |  | ---------- |  | ---------- |
| MSRQLSRARP |  | ATVLGAMEMG |  | RRMDAPTSAA |  | VTRAFLERGH |  | TEIDTAFVYS |
| EGQSETILGG |  | LGLRLGGSDC |  | RVKIDTKAIP |  | LFGNSLKPDS |  | LRFQLETSLK |
| RLQCPRVDLF |  | YLHMPDHSTP |  | VEETLRACHQ |  | LHQEGKFVEL |  | GLSNYAAWEV |
| AEICTLCKSN |  | GWILPTVYQG |  | MYNAITRQVE |  | TELFPCLRHF |  | GLRFYAFNPL |
| AGGLLTGKYK |  | YEDKNGKQPV |  | GRFFGNTWAE |  | MYRNRYWKEH |  | HFEGIALVEK |
| ALQAAYGASA |  | PSMTSATLRW |  | MYHHSQLQGA |  | HGDAVILGMS |  | SLEQLEQNLA |
| AAEEGPLEPA |  | VVDAFNQAWH |  | LVTHECPNYF |  | R          |  |            |

A: Аланін

C: Цистеїн

D: Аспарагінова кислота

E: Глутамінова кислота

F: Фенілаланін

G: Гліцин

H: Гістидин

I: Ізолейцин

K: Лізин

L: Лейцин

M: Метіонін

N: Аспарагін

P: Пролін

Q: Глутамін

R: Аргінін

S: Серин

T: Треонін

V: Валін

W: Триптофан

Кодований геном білок за функціями належить до оксидоредуктаз, фосфопротеїнів. 
Білок має сайт для зв'язування з НАД, НАДФ. 
Локалізований у цитоплазмі.